# ISLANDERS (ゲーム)
『ISLANDERS』は、ドイツのインディーゲームスタジオGrizzly Gamesが開発し2019年4月4日に発売されたゲームソフト。日本のNintendo Switch版とPlayStation 4版は『島の民: コンソール版』のタイトルで発売されている。
様々な島に建築物などを配置して街作りを行うというパズル的なストラテジーゲームで、ストーリーがないシンプルな内容になっている。

## システム
ゲームモードは、建築物などを効率よく配置してより多くのスコア獲得を目指す「ハイスコアモード」と、建築物などを制限なく自由に配置できる「サンドボックスモード」の2つがある。いずれのモードでも島はプレイごとにランダム生成される。以下ではハイスコアモードについて記述する。
ゲーム開始時にランダムで2種類の建築パックが提示され、いずれか1つを選ぶ。この建築パックの中には「市街」や「農業」など同ジャンルの設置物がセットになっている。
設置物には個別にスコアが設定されており設置時に加算されるが、これとは別に、相性のいい物の近くに置くとボーナス点が加算され、逆に相性が悪いと減点される。画面左下にはノルマとなるスコアが表示されており、規定スコアに到達すると新たな建築パックを2つから選んで入手できる。また、スコア獲得により画面右下にあるメーターも同時に増加し、これが溜まりきると新たな島を勧められ、スコアを継続したまま別の島へ移動できる。一方で、前述のノルマのスコアを超えていない状態で手持ちの設置物が尽きてしまうとゲームオーバーになる。

## 開発
開発スタジオのGrizzly Gamesは、ベルリン技術経済大学のゲームデザインプログラムを通じて出会った3人で構成されており、本作はデビュー作の『Superflight』に続く2作目として2018年4月に開発が開始された。大学のプロジェクトとして制作しているため学期の終わりまでにプレイ可能なものを提出する必要があり開発期間はわずか4か月しかなかったが、その短さにより、1つか2つのゲームメカニクスに焦点を絞り可能な限り精度を上げることに繋がった。
影響を受けた作品として、開発メンバーたちが子供の頃にプレイした『The Settlers』シリーズや『Anno』シリーズなどの都市建設ゲームや、本作とジャンルが類似しているインディータイトルの『Bad North』『Kingdoms and Castles』を挙げている。